# Superpanorama 70
Superpanorama 70 (auch als MCS 70 bezeichnet) war ein 1962 eingeführtes Filmaufnahmeverfahren für 70-mm Breitwandfilme.

## Hintergrund
Superpanorama war die europäische Antwort auf Todd-AO und Super Panavision. In Westeuropa setzte die Verwendung von 70-mm-Filmen erst gegen Ende der 1950er Jahre ein, als die ersten tiefgewölbten Leinwände für Todd-AO, Cinemiracle und Cinerama installiert wurden. Europäische Produktionen in diesem Format gab es jedoch nicht, da kein eigenes preiswertes Verfahren zur Verfügung stand. Die Firma Modern Cinema Systems (MCS) mit Sitz in München, welche ursprünglich für die Auswertung der Cinemiracle-Filme in Deutschland gegründet wurde, wollte dies mit einem eigenen System ändern.
Der norwegische Filmtechniker Jan Jacobsen, welcher bereits Optiken für Cinemascope und das von Arnold & Richter vertriebene Ultrascope entwickelt hat, schuf in kurzer Zeit für MCS ein eigenes 70mm-Aufnahmeverfahren. Finanziert wurde die Entwicklung durch Rudolf Travnicek, dem Ehemann der Schauspielerin Hannelore Bollmann.
Das Bild wurde mit einer sphärischen Linse auf einem 65-mm-Filmnegativ aufgenommen. Die Bildfrequenz betrug 24 Bilder pro Sekunde. Aus dem Negativ konnte der 70-mm-Film mit sechs Magnettonstreifen und einem 2,21:1-Seitenverhältnis und der 35-mm-Film mit einem 2,35:1-Seitenverhältnis hergestellt werden. Jacobsen entwickelte außerdem ein eigenes Kamerasystem mit Spiegelreflex-Suchern, welches den wuchtigen Mitchell BNC-Kameras aus den USA in Handlichkeit und Beweglichkeit überlegen war. So wog beispielsweise die für Außenaufnahmen gedachte „M.C.S. Field Camera“ nur etwa 12 Kilogramm. Die Kameras wurden in den USA sogar für Actionszenen und Luftaufnahmen verwendet, da sie sich neben der Handlichkeit durch hohe Präzision beim Filmtransport auszeichneten.
Ähnlich wie Cinerama und Cinemiracle wurde 1962 das neue System mit einem Reisefilm vorgestellt. Der Erfolg führte ab 1963 zu einer Reihe europäischer Koproduktionen. Die teuren Großproduktionen waren jedoch nicht wirtschaftlich genug, da sich der Zeitgeschmack des Publikums änderte. Bereits 1966 kam der letzte Film in Superpanorama in die Kinos.

## Filme in Superpanorama
- 1962: Flying Clipper – Traumreise unter weissen Segeln
- 1963: Sheherazade – Der goldene Löwe von Bagdad
- 1964: Die schwarze Tulpe
- 1964: Old Shatterhand
- 1965: Onkel Toms Hütte
- 1966: Der Kongreß amüsiert sich
- 1966: Die Verfluchten der Pampas
- 1966: El fantástico mundo del doctor Coppelius

### Produktionen mit Superpanorama-Aufnahmen
Bei einigen in anderen 70mm-Formaten gedrehten Filmen kam aufgrund der Handlichkeit für einige Szenen das MCS 70-Format zum Einsatz. Dies sind u. a.:
- 1965: Meine Lieder – meine Träume (The Sound of Music)
- 1965: Die tollkühnen Männer in ihren fliegenden Kisten
- 1966: Gran Prix
- 1968: 2001: Odyssey im Weltraum